# Lista de cidades do Minnesota

Mapa dos Estados Unidos com Minnesota em destaque.

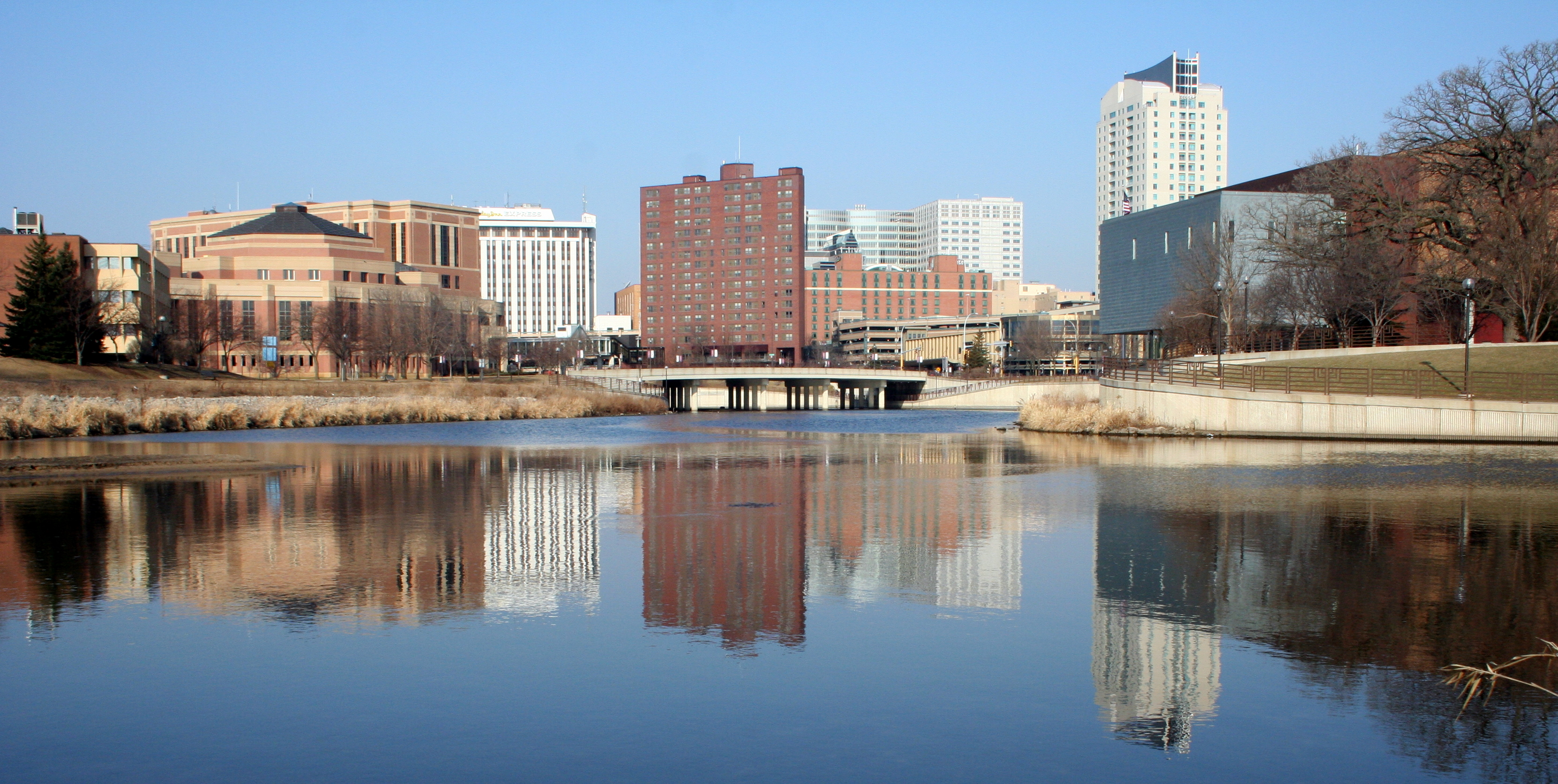
Sede do governo do condado de Olmsted (à esquerda), Mayo Civic Center (à direita), Rochester.

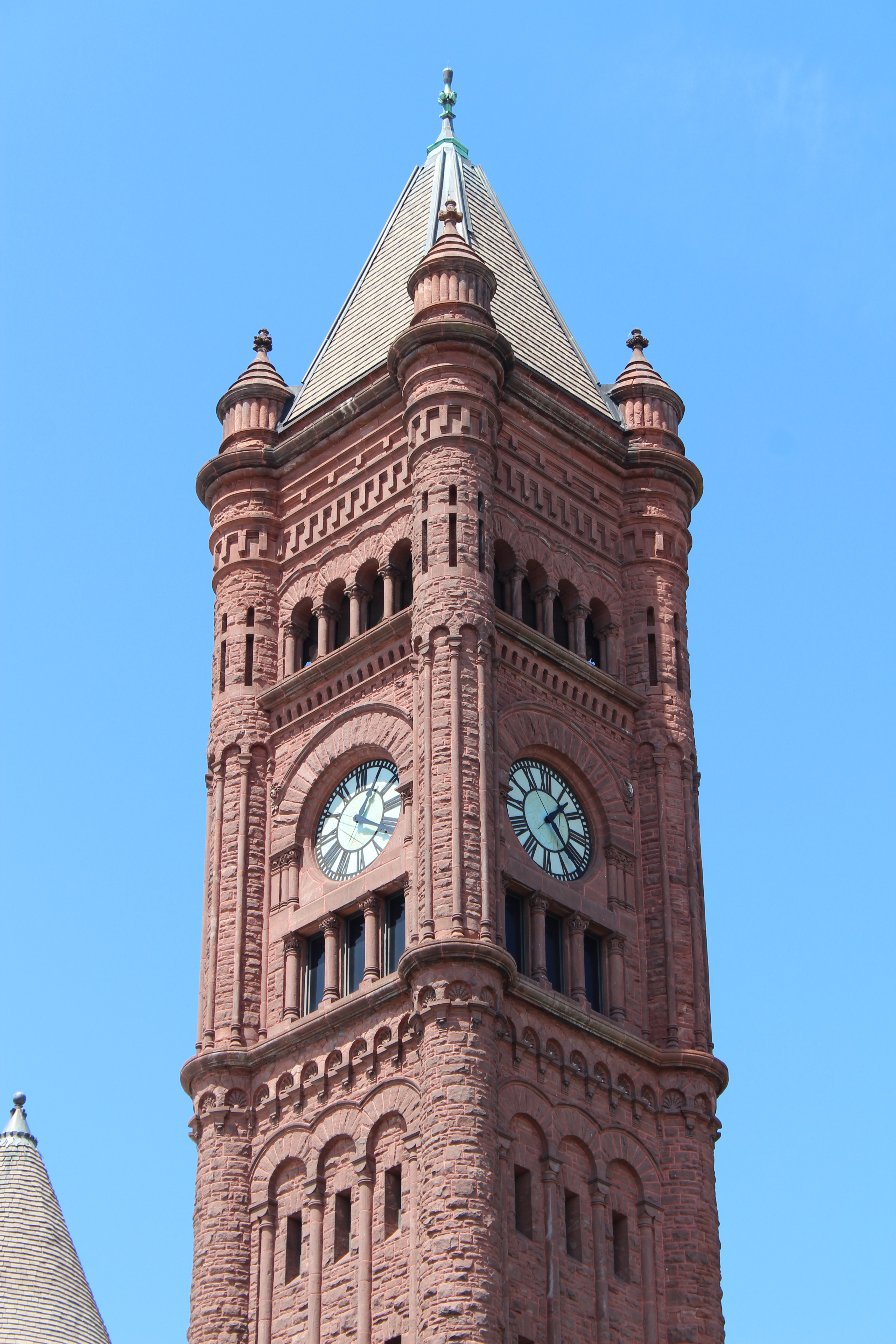
Torre do relógio da Duluth Central High School em Duluth

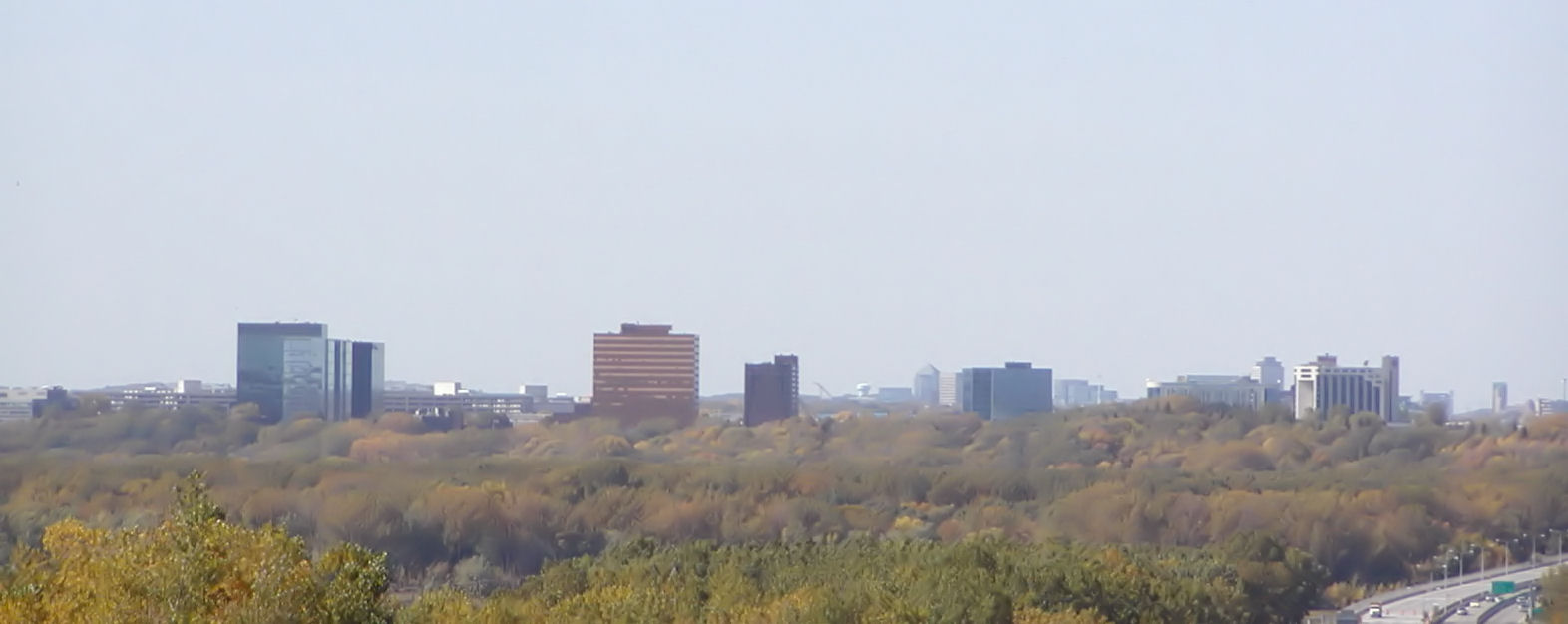
Estrada Interestadual-494, Bloomington.

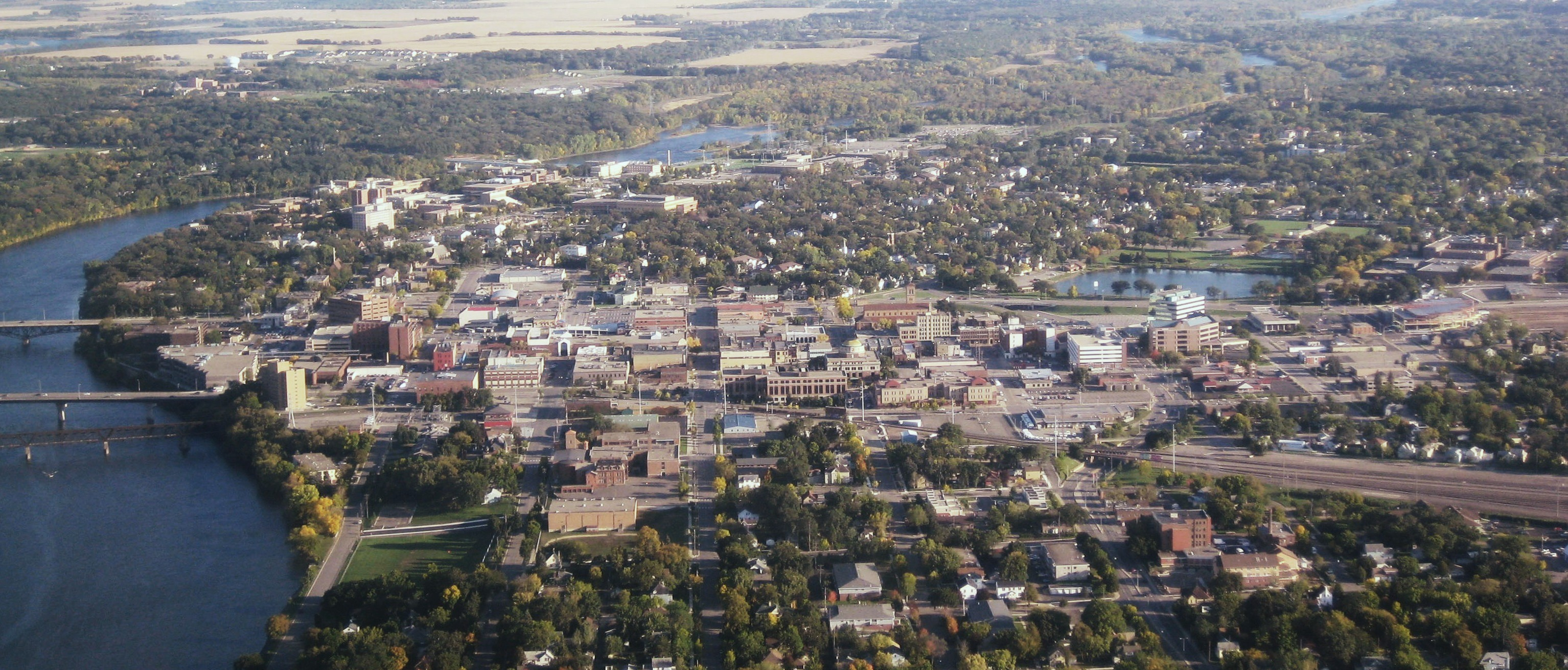
Centro de St. Cloud.

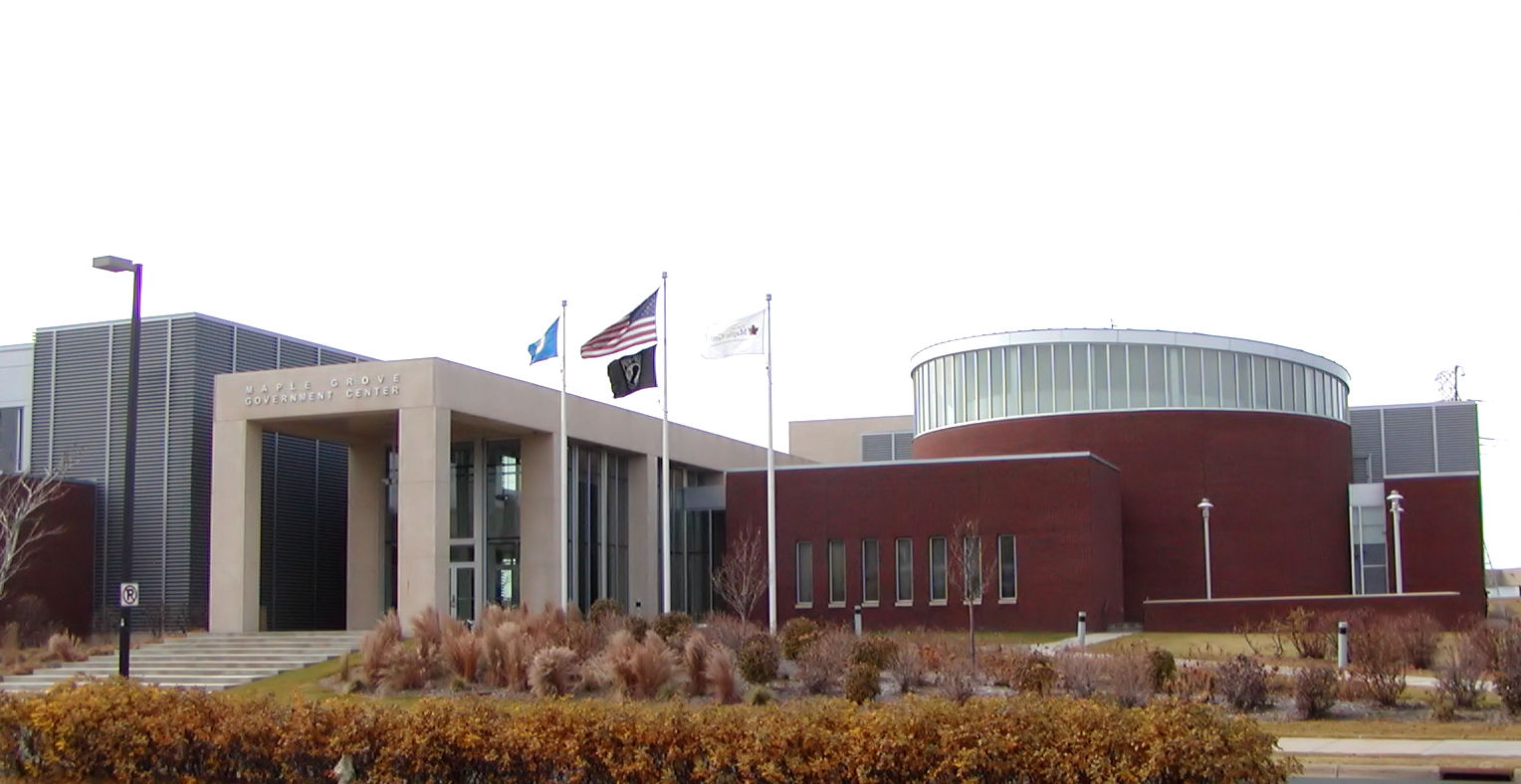
Centro Administrativo de Maple Grove.

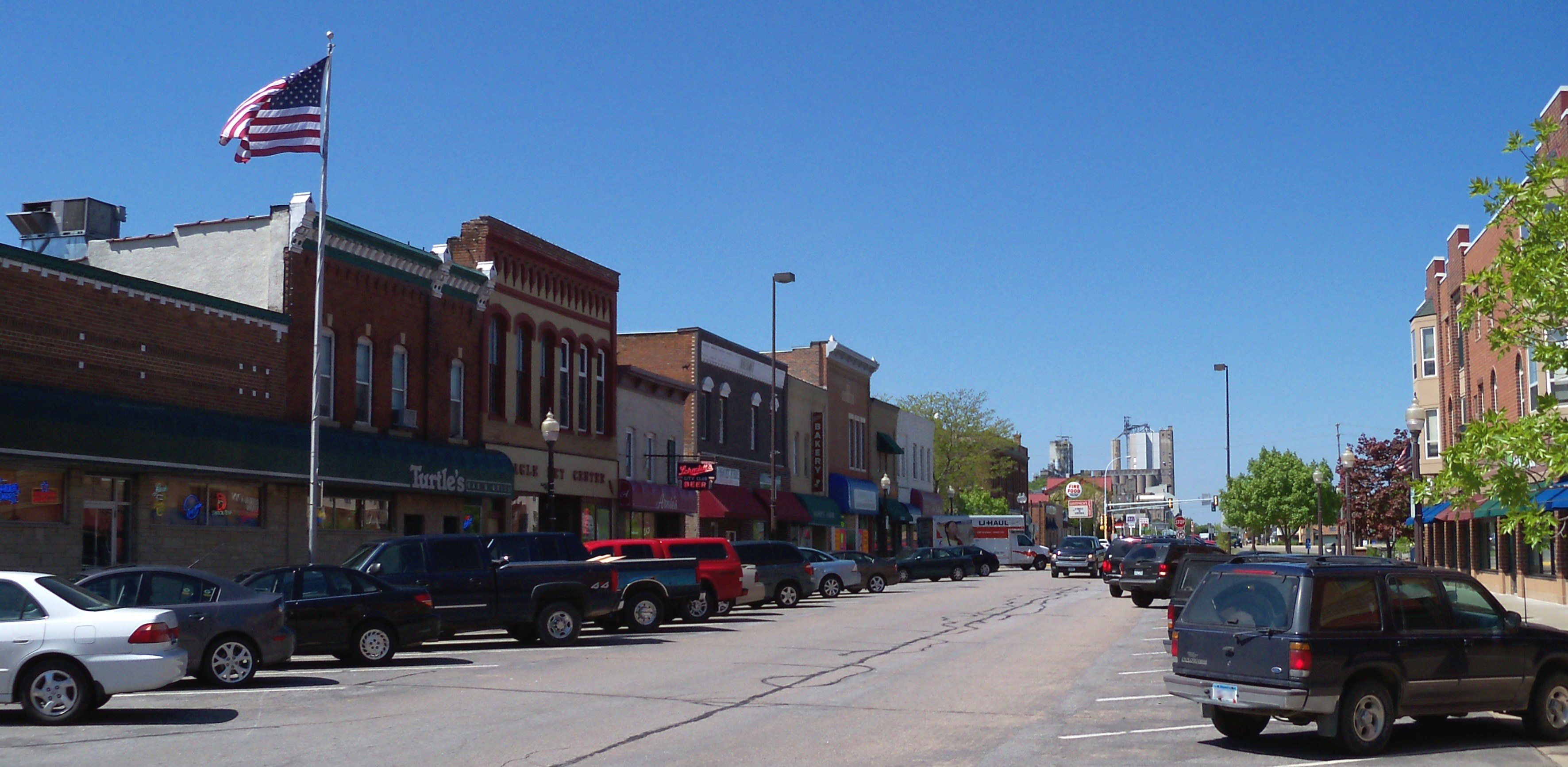
Rua no centro de Shakopee.

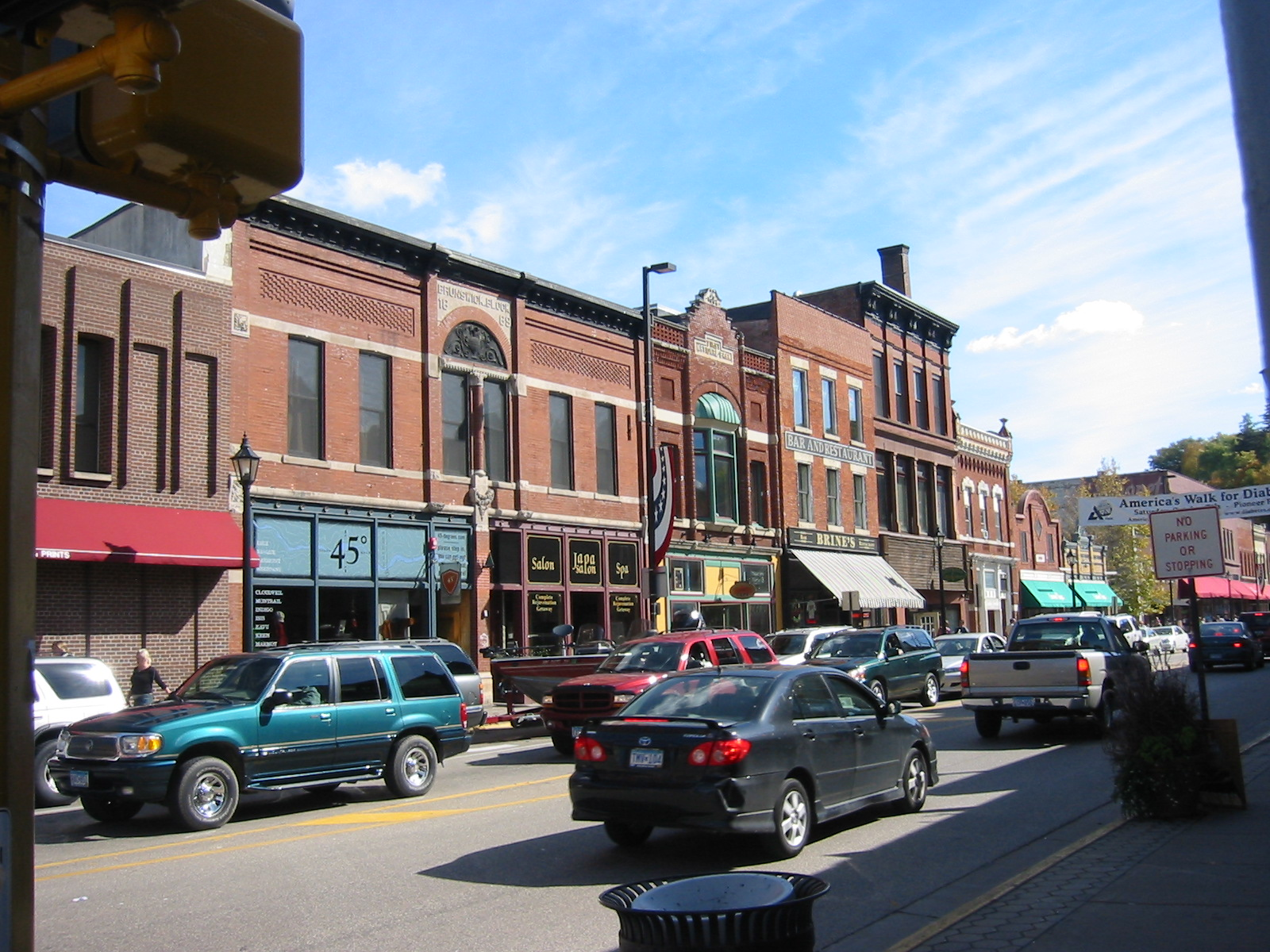
Centro de Stillwater.

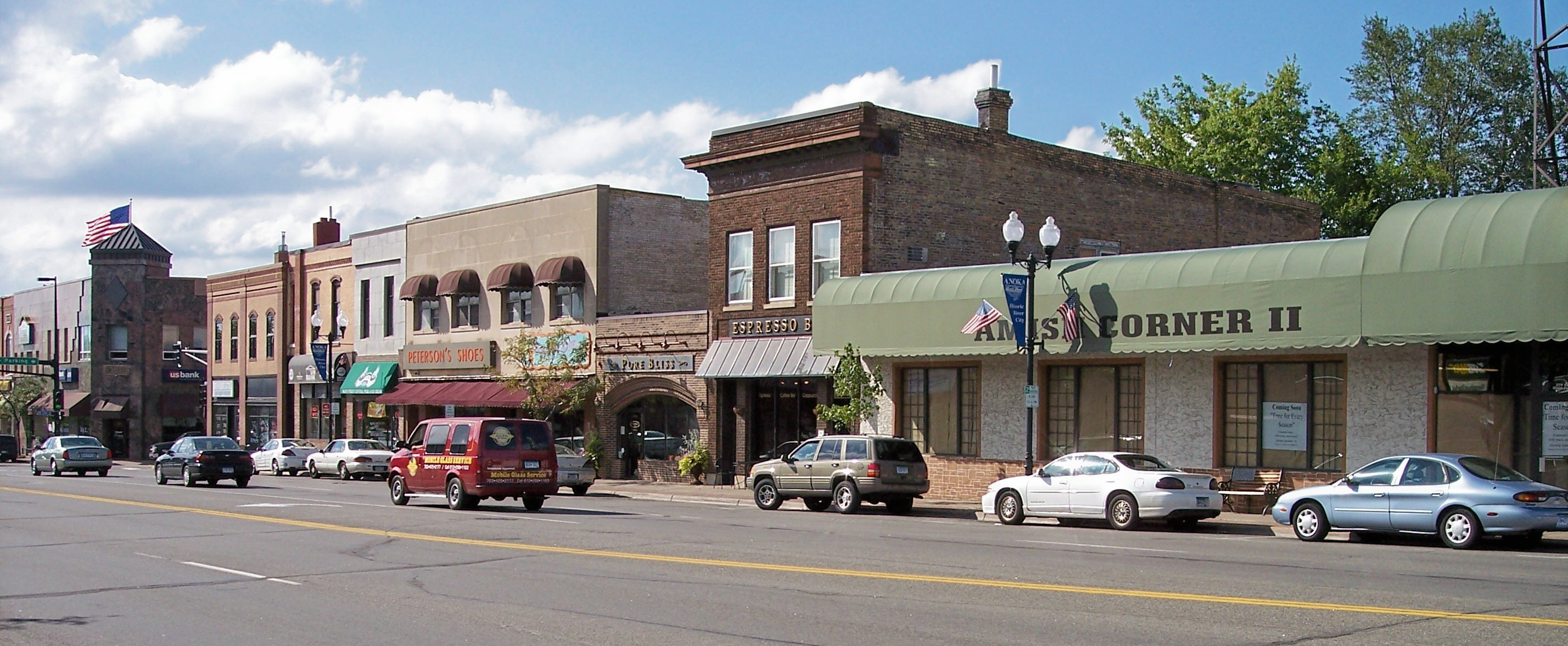
Rua principal no centro de Anoka.

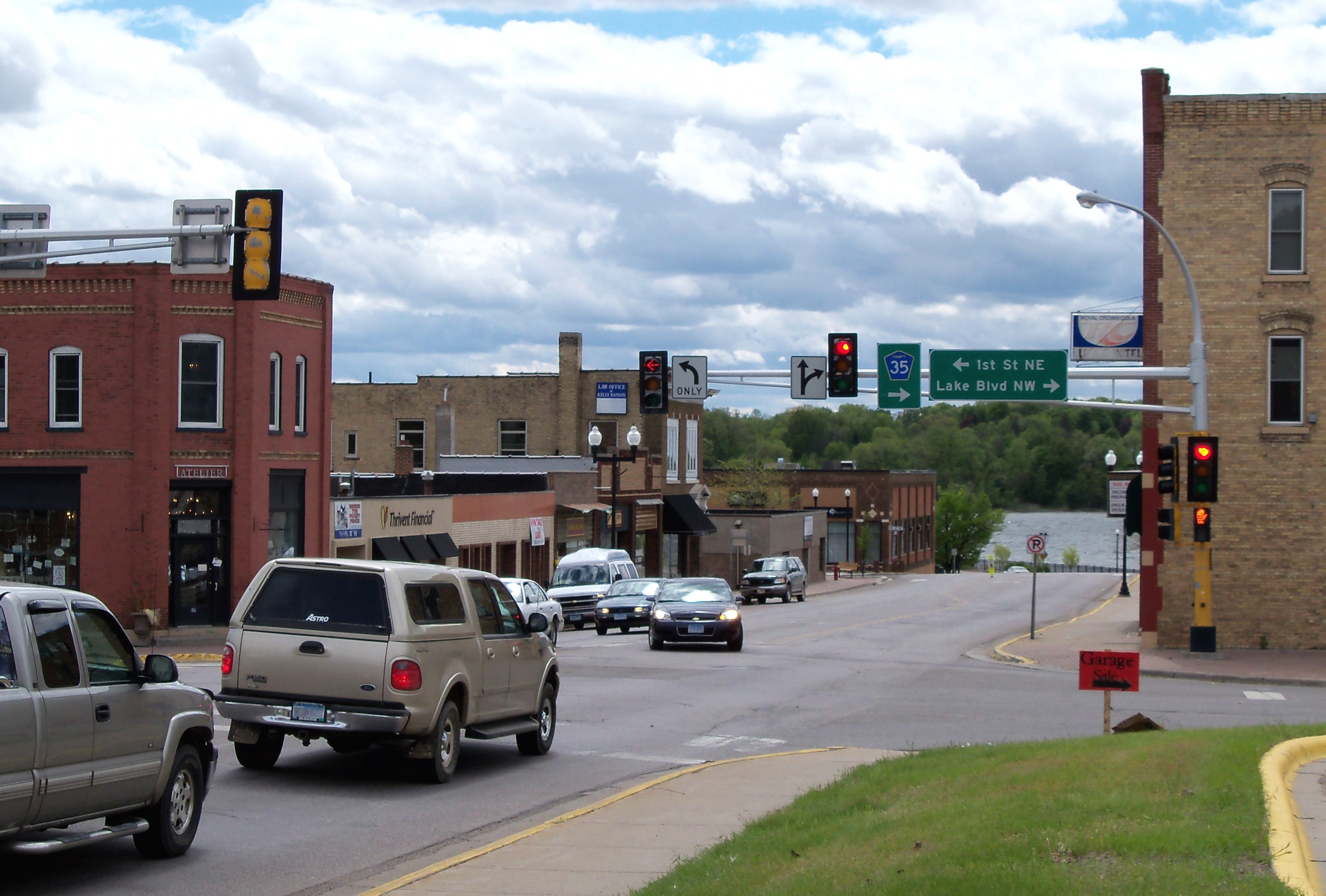
Centro de Buffalo.

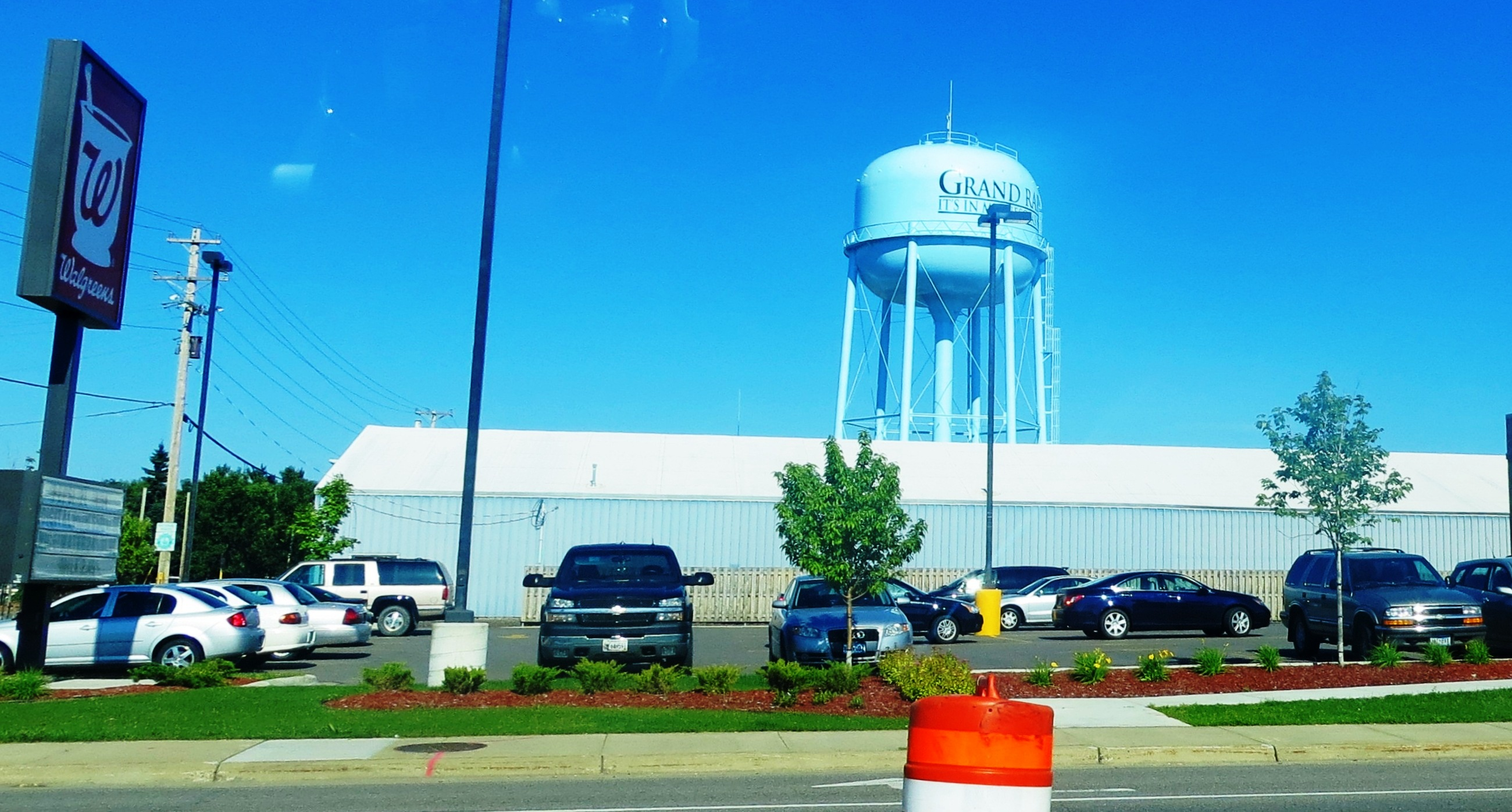
Grand Rapids.

Minnesota é um estado situado na região Centro-Oeste dos Estados Unidos. De acordo com o Censo dos Estados Unidos de 2010, Minnesota é o 21º estado mais populoso, com 5.303.925 habitantes, e o 14º maior por terra área abrangendo 206.232,3 km² de área. É dividido em 87 condados e contém 854 municípios incorporados. Não existe a classificação de vila ou aldeia no estado, apenas de cidades.

Na tabela estão relacionados os assentamentos (todos com o status "cidade") que tinham mais de 10.000 habitantes no censo de 2010. Para comparação, os dados do censo anterior em 2000 também são mostrados. Também foram incluídos os números do censo de 2018, conforme informações do centro demográfico de Minnesota. Na lista abaixo da tabela estão as demais localidades do estado.

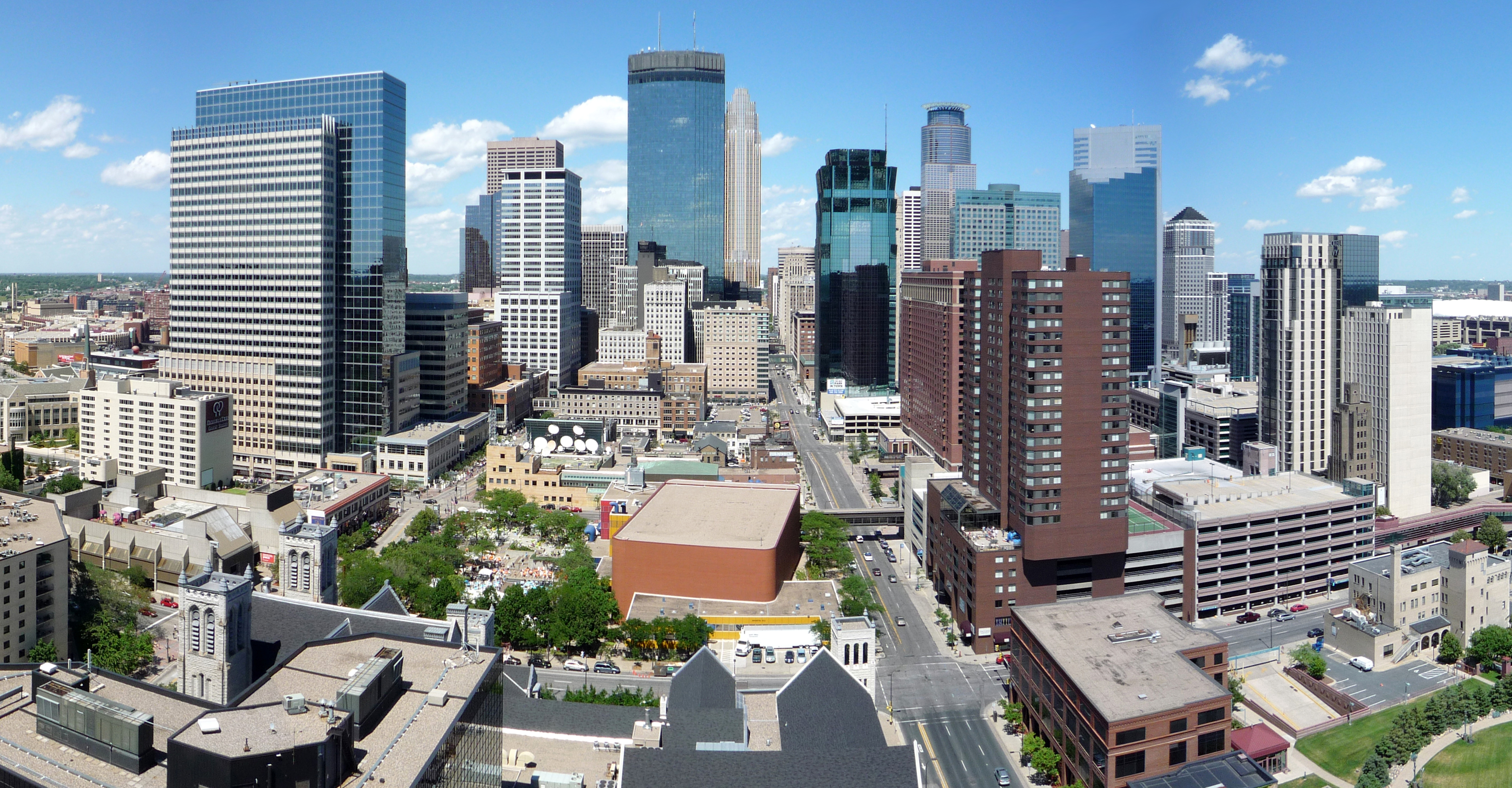
Centro de Minneapolis.

## Lista
| Classificação (2010) | Localidade          | População 2018 | População 2010 | População 2000 | Condados                       |
| -------------------- | ------------------- | -------------- | -------------- | -------------- | ------------------------------ |
| 1                    | Minneapolis         | 428.483        | 382.578        | 382.747        | Hennepin                       |
| 2                    | Saint Paul          | 313.010        | 285.068        | 286.748        | Ramsey                         |
| 3                    | Rochester           | 117.444        | 106.769        | 88.889         | Olmsted                        |
| 4                    | Duluth              | 89.654         | 86.265         | 86.319         | St. Louis                      |
| 5                    | Bloomington         | 87.213         | 82.893         | 85.172         | Hennepin                       |
| 6                    | Brooklyn Park       | 81.679         | 75.781         | 67.388         | Hennepin                       |
| 7                    | Plymouth            | 78.351         | 70.576         | 65.901         | Hennepin                       |
| 8                    | St. Cloud           | 68.202         | 65.842         | 59.415         | Benton, Sherburne, Stearns     |
| 9                    | Eagan               | 68.347         | 64.206         | 63.557         | Dakota                         |
| 10                   | Woodbury            | 70.840         | 61.961         | 46.461         | Washington                     |
| 11                   | Maple Grove         | 66.903         | 61.567         | 50.365         | Hennepin                       |
| 12                   | Coon Rapids         | 63.899         | 61.476         | 61.607         | Anoka                          |
| 13                   | Eden Prairie        | 63.456         | 60.797         | 54.901         | Hennepin                       |
| 14                   | Burnsville          | 62.657         | 60.306         | 60.220         | Dakota                         |
| 15                   | Blaine              | 66.667         | 57.186         | 45.014         | Anoka, Ramsey                  |
| 16                   | Lakeville           | 64.334         | 55.954         | 43.128         | Dakota                         |
| 17                   | Minnetonka          | 53.713         | 49.734         | 51.102         | Hennepin                       |
| 18                   | Apple Valley        | 53.429         | 49.084         | 45.527         | Dakota                         |
| 19                   | Edina               | 52.535         | 47.941         | 47.423         | Hennepin                       |
| 20                   | St. Louis Park      | 48.910         | 45.250         | 44.102         | Hennepin                       |
| 21                   | Mankato             | 43.571         | 39.309         | 32.566         | Blue Earth, Le Sueur, Nicollet |
| 22                   | Moorhead            | 43.522         | 38.065         | 32.432         | Clay                           |
| 23                   | Maplewood           | 40.710         | 38.018         | 35.339         | Ramsey                         |
| 24                   | Shakopee            | 41.506         | 37.076         | 20.582         | Scott                          |
| 25                   | Richfield           | 36.436         | 35.228         | 34.310         | Hennepin                       |
| 26                   | Cottage Grove       | 37.341         | 34.589         | 30.582         | Washington                     |
| 27                   | Inver Grove Heights | 35.381         | 33.880         | 29.745         | Dakota                         |
| 28                   | Roseville           | 36.272         | 33.660         | 33.690         | Ramsey                         |
| 29                   | Andover             | 32.728         | 30.598         | 26.586         | Anoka                          |
| 30                   | Brooklyn Center     | 32.299         | 30.104         | 29.153         | Hennepin                       |
| 31                   | Winona              | 27.207         | 27.592         | 27.097         | Winona                         |
| 32                   | Oakdale             | 28.315         | 27.378         | 26.651         | Washington                     |
| 33                   | Fridley             | 28.824         | 27.208         | 27.449         | Anoka                          |
| 34                   | Savage              | 31.407         | 26.911         | 21.115         | Scott                          |
| 35                   | Owatonna            | 26.087         | 25.599         | 22.512         | Steele                         |
| 36                   | Shoreview           | 26.480         | 25.043         | 25.924         | Ramsey                         |
| 37                   | Austin              | 25.589         | 24.718         | 23.503         | Mower                          |
| 38                   | White Bear Lake     | 25.458         | 23.797         | 24.322         | Ramsey, Washington             |
| 39                   | Chaska              | 27.622         | 23.770         | 17.607         | Carver                         |
| 40                   | Ramsey              | 27.051         | 23.668         | 18.508         | Anoka                          |
| 41                   | Faribault           | 23.884         | 23.352         | 20.921         | Rice                           |
| 42                   | Champlin            | 23.927         | 23.089         | 22.193         | Hennepin                       |
| 43                   | Elk River           | 24.891         | 22.974         | 16.456         | Sherburne                      |
| 44                   | Chanhassen          | 26.266         | 22.952         | 20.321         | Carver, Hennepin               |
| 45                   | Prior Lake          | 26.135         | 22.796         | 16.130         | Scott                          |
| 46                   | Hastings            | 23.139         | 22.172         | 18.219         | Dakota, Washington             |
| 47                   | Crystal             | 23.287         | 22.151         | 22.701         | Hennepin                       |
| 48                   | Rosemount           | 24.342         | 21.874         | 14.619         | Dakota                         |
| 49                   | New Brighton        | 23.119         | 21.456         | 22.206         | Ramsey                         |
| 50                   | Farmington          | 22.880         | 21.086         | 12.456         | Dakota                         |
| 51                   | Golden Valley       | 21.580         | 20.371         | 20.281         | Hennepin                       |
| 52                   | New Hope            | 21.790         | 20.339         | 20.870         | Hennepin                       |
| 53                   | Lino Lakes          | 21.347         | 20.216         | 16.793         | Anoka                          |
| 54                   | South St. Paul      | 20.878         | 20.160         | 20.173         | Dakota County                  |
| 55                   | Northfield          | 20.426         | 20.007         | 17.169         | Dakota, Rice                   |
| 56                   | Willmar             | 20.096         | 19.610         | 18.508         | Kandiyohi                      |
| 57                   | West St. Paul       | 21.053         | 19.540         | 19.405         | Dakota County                  |
| 58                   | Columbia Heights    | 20.840         | 19.496         | 18.520         | Anoka                          |
| 59                   | Forest Lake         | 20.598         | 18.375         | 14.441         | Washington                     |
| 60                   | Stillwater          | 19.915         | 18.225         | 15.483         | Washington                     |
| 61                   | Albert Lea          | 18.165         | 18.016         | 18.484         | Freeborn                       |
| 62                   | Hopkins             | 19.713         | 17.591         | 17.367         | Hennepin                       |
| 63                   | Anoka               | 18.573         | 17.142         | 18.076         | Anoka                          |
| 64                   | Red Wing            | 16.522         | 16.459         | 16.115         | Goodhue                        |
| 65                   | St. Michael         | 17.835         | 16.399         | 9.100          | Wright                         |
| 66                   | Hibbing             | 16.353         | 16.361         | 17.075         | St. Louis                      |
| 67                   | Sartell             | 16.417         | 15.876         | 9,765          | Benton, Stearns                |
| 68                   | Buffalo             | 16.479         | 15.453         | 10.165         | Wright                         |
| 69                   | Ham Lake            | 16.394         | 15.296         | 12.714         | Anoka                          |
| 70                   | Hutchinson          | 14.260         | 14.178         | 13.229         | McLeod                         |
| 71                   | Robbinsdale         | 14.776         | 13.953         | 14.142         | Hennepin                       |
| 72                   | Marshall            | 13.783         | 13.680         | 12.770         | Lyon                           |
| 73                   | Brainerd            | 13.732         | 13.590         | 13.681         | Crow Wing                      |
| 74                   | Otsego              | 17.323         | 13.571         | 6.382          | Wright                         |
| 75                   | New Ulm             | 13.645         | 13.522         | 13.615         | Brown                          |
| 76                   | Bemidji             | 15.462         | 13.431         | 12.209         | Beltrami                       |
| 77                   | North Mankato       | 14.059         | 13.394         | 11.827         | Nicollet                       |
| 78                   | Hugo                | 15.247         | 13.332         | 6.363          | Washington                     |
| 79                   | Fergus Falls        | 13.747         | 13.138         | 13.689         | Otter Tail                     |
| 80                   | Sauk Rapids         | 13.954         | 12.773         | 10.376         | Benton                         |
| 81                   | Worthington         | 13.510         | 12.764         | 11.283         | Nobles                         |
| 82                   | Monticello          | 13.782         | 12.759         | 8.554          | Wright                         |
| 83                   | Vadnais Heights     | 13.198         | 12.302         | 13.040         | Ramsey                         |
| 84                   | Mounds View         | 13.328         | 12.155         | 12.759         | Ramsey                         |
| 85                   | Cloquet             | 12.347         | 12.124         | 11.204         | Carlton                        |
| 86                   | East Bethel         | 12.029         | 11.626         | 10.941         | Anoka                          |
| 87                   | North St. Paul      | 12.159         | 11.460         | 11.897         | Ramsey                         |
| 88                   | Saint Peter         | 11.967         | 11.196         | 9.818          | Nicollet                       |
| 89                   | Mendota Heights     | 11.392         | 11.071         | 11.434         | Dakota                         |
| 90                   | Alexandria          | 13.951         | 11.070         | 10.463         | Douglas                        |
| 91                   | Grand Rapids        | 11.392         | 10.869         | 9.590          | Itasca                         |
| 92                   | Waconia             | 13.124         | 10.697         | 6.862          | Carver                         |
| 93                   | Fairmont            | 10.307         | 10.666         | 10.901         | Martin                         |
| 94                   | North Branch        | 10.726         | 10.125         | 8.023          | Chisago                        |
| 95                   | Big Lake            | 11.456         | 10.060         | 6.122          | Sherburne                      |

### A
| - Ada - Adams - Adrian - Afton - Aitkin - Akeley - Albany - Alberta - Albertville - Alden | - Aldrich - Alpha - Altura - Alvarado - Amboy - Annandale - Appleton - Arco - Arden Hills - Argyle | - Arlington - Arnold - Ashby - Askov - Atwater - Audubon - Aurora - Avoca - Avon |

Voltar ao topo

### B
| - Babbitt - Backus - Badger - Bagley - Balaton - Barnesville - Barnum - Barrett - Barry - Battle Lake - Baudette - Baxter - Bayport - Beardsley - Beaver Bay - Beaver Creek - Becker - Bejou - Belgrade - Bellechester - Belle Plaine - Bellingham - Beltrami | - Belview - Bena - Benson - Bertha - Bethel - Bigelow - Big Falls - Bigfork - Bingham Lake - Birchwood Village - Bird Island - Biscay - Biwabik - Blackduck - Blomkest - Blooming Prairie - Blue Earth - Bluffton - Bock - Borup - Bovey - Bowlus - Boyd | - Boy River - Braham - Brandon - Breckenridge - Breezy Point - Brewster - Bricelyn - Brook Park - Brooks - Brookston - Brooten - Browerville - Brownsdale - Browns Valley - Brownsville - Brownton - Bruno - Buckman - Buffalo Lake - Buhl - Burtrum - Butterfield - Byron |

Voltar ao topo

### C
| - Caledonia - Callaway - Calumet - Cambridge - Campbell - Canby - Cannon Falls - Canton - Carlos - Carlton - Carver - Cass Lake - Cedar Mills - Center City - Centerville - Ceylon - Chandler - Chatfield - Chickamaw Beach - Chisago City - Chisholm | - Chokio - Circle Pines - Clara City - Claremont - Clarissa - Clarkfield - Clarks Grove - Clearbrook - Clear Lake - Clearwater - Clements - Cleveland - Climax - Clinton - Clitherall - Clontarf - Coates - Cobden - Cohasset - Cokato | - Cold Spring - Coleraine - Cologne - Columbus - Comfrey - Comstock - Conger - Cook - Corcoran - Correll - Cosmos - Cottonwood - Courtland - Cromwell - Crookston - Crosby - Crosslake - Currie - Cuyuna - Cyrus |

Voltar ao topo

### D
| - Dakota - Dalton - Danube - Danvers - Darfur - Darwin - Dassel - Dawson - Dayton - Dayton’s Bluff - Deephaven - Deer Creek | - Deer River - Deerwood - De Graff - Delano - Delavan - Delhi - Dellwood - Denham - Dennison - Dent - Detroit Lakes - Dexter | - Dilworth - Dodge Center - Donaldson - Donnelly - Doran - Dover - Dovray - Dumont - Dundas - Dundee - Dunnell |

Voltar ao topo

### E
| - Eagle Bend - Eagle Lake - East Grand Forks - East Gull Lake - Easton - Echo - Eden Valley - Edgerton - Effie - Eitzen | - Elba - Elbow Lake (Becker) - Elbow Lake (Grant) - Elgin - Elizabeth - Elko New Market - Elkton - Ellendale - Ellsworth - Elmdale | - Elmore - Elrosa - Ely - Elysian - Emily - Emmons - Erhard - Erskine - Esko - Evan | - Evansville - Eveleth - Excelsior - Eyota |

Voltar ao topo

### F
| - Fairfax - Falcon Heights - Farwell - Federal Dam - Felton - Fertile - Fifty Lakes - Finland - Finlayson - Fisher | - Flensburg - Floodwood - Florence - Foley - Forada - Foreston - Fort Ripley - Fosston - Fountain - Foxhome | - Franklin - Frazee - Freeborn - Freeport - Frost - Fulda - Funkley |

Voltar ao topo

### G
| - Garfield - Garrison - Garvin - Gary - Gaylord - Gem Lake - Geneva - Genola - Georgetown - Ghent | - Gibbon - Gilbert - Gilman - Glencoe - Glenville - Glenwood - Glyndon - Gonvick - Goodhue - Goodridge | - Good Thunder - Goodview - Graceville - Granada - Grand Marais - Grand Meadow - Granite Falls - Grant - Grasston - Greenbush | - Greenfield - Green Isle - Greenwald - Greenwood - Grey Eagle - Grove City - Grygla - Gully |

Voltar ao topo

### H
| - Hackensack - Hadley - Hallock - Halma - Halstad - Hamburg - Hammond - Hampton - Hancock - Hanley Falls - Hanover - Hanska - Harding - Hardwick - Harmony - Harris - Hartland - Hatfield - Hawley - Hayfield | - Hayward - Hazel Run - Hector - Heidelberg - Henderson - Hendricks - Hendrum - Henning - Henriette - Herman - Hermantown - Heron Lake - Hewitt - Hill City - Hillman - Hills - Hilltop - Hinckley - Hitterdal - Hoffman | - Hokah - Holdingford - Holland - Hollandale - Holloway - Holt - Houston - Howard Lake - Hoyt Lakes - Humboldt |

Voltar ao topo

### I
| - Ihlen - Independence - International Falls - Iona - Iron Junction - Ironton - Isanti - Isle - Ivanhoe |

Voltar ao topo

### J
| - Jackson - Janesville - Jasper - Jeffers - Jenkins - Johnson - Jordan |

Voltar ao topo

### K
| - Kandiyohi - Karlstad - Kasota - Kasson - Keewatin - Kelliher - Kellogg - Kennedy - Kenneth - Kensington | - Kent - Kenyon - Kerkhoven - Kerrick - Kettle River - Kiester - Kilkenny - Kimball - Kinbrae - Kingston | - Kinney |

Voltar ao topo

### L
| - La Crescent - Lafayette - Lake Benton - Lake Bronson - Lake City - Lake Crystal - Lake Elmo - Lakefield - Lake George - Lake Henry - Lakeland - Lakeland Shores - Lake Lillian - Lake Park - Lake St. Croix Beach - Lake Shore - Lake Wilson - Lamberton - Lancaster | - Landfall - Lanesboro - Laporte - La Prairie - La Salle - Lastrup - Lauderdale - Le Center - Lengby - Leonard - Leonidas - Le Roy - Lester Prairie - Le Sueur - Lewiston - Lewisville - Lexington - Lilydale - Lindstrom - Lismore | - Litchfield - Little Canada - Little Falls - Little Rock - Littlefork - Long Beach - Long Lake - Long Prairie - Longville - Lonsdale - Loretto - Louisburg - Lowry - Lucan - Lutsen - Luverne - Lyle - Lynd |

Voltar ao topo

### M
| - Mabel - McGrath - McGregor - McIntosh - McKinley - Madelia - Madison - Madison Lake - Magnolia - Mahnomen - Mahtomedi - Manchester - Manhattan Beach - Mantorville - Maple Lake - Maple Plain - Mapleton - Mapleview - Marble - Marietta | - Marine on St. Croix - Mayer - Maynard - Mazeppa - Meadowlands - Medford - Medicine Lake - Medina - Meire Grove - Melrose - Menahga - Mendota - Mentor - Middle River - Miesville - Milaca - Milan - Millerville - Millville - Milroy | - Miltona - Minneiska - Minneota - Minnesota City - Minnesota Lake - Minnetonka Beach - Minnetrista - Mizpah - Moland - Montevideo - Montgomery - Montrose - Moose Lake - Mora - Morgan - Morris - Morristown - Morton - Motley | - Mound - Mountain Iron - Mountain Lake - Murdock - Myrtle |

Voltar ao topo

### N
| - Nashua - Nashwauk - Nassau - Naytahwaush - Nelson - Nerstrand - Nevis - New Auburn - Newfolden - New Germany | - New London - New Munich - Newport - New Prague - New Richland - New Trier - New York Mills - Nicollet - Nielsville - Nimrod | - Nisswa - Norcross - North Oaks - Northome - Northrop - Norwood Young America |

Voltar ao topo

### O
| - Oak Grove - Oak Park Heights - Oakport - Odessa - Odin - Ogema - Ogilvie - Okabena - Oklee - Olivia - Onamia | - Ormsby - Orono - Oronoco - Orr - Ortonville - Osakis - Oslo - Osseo - Ostrander - Ottertail |

Voltar ao topo

### P
| - Palisade - Parkers Prairie - Park Rapids - Paynesville - Pease - Pelican Rapids - Pemberton - Pennock - Pequot Lakes - Perham | - Perley - Peterson - Pierz - Pillager - Pine City - Pine Island - Pine River - Pine Springs - Pipestone - Plainview | - Plato - Pleasant Lake - Plummer - Porter - Preston - Princeton - Prinsburg - Proctor |

Voltar ao topo

### Q
| - Quamba |

Voltar ao topo

### R
| - Racine - Randall - Randolph - Ranier - Raymond - Redby - Red Lake - Red Lake Falls - Redwood Falls - Regal | - Remer - Renville - Revere - Rice - Richmond - Richville - Riverton - Rock Creek - Rockford - Rockville | - Rogers - Rollingstone - Ronneby - Roosevelt - Roscoe - Roseau - Rose Creek - Rothsay - Round Lake - Royalton | - Rush City - Rushford - Rushford Village - Rushmore - Russell - Ruthton - Rutledge |

Voltar ao topo

### S
| - Sabin - Sacred Heart - St. Anthony - Saint Anthony Village - St. Augusta - St. Bonifacius - St. Charles - St. Clair - St. Francis - St. Hilaire - St. James - St. Joseph - St. Leo - St. Martin - St. Marys Point - St. Paul Park - St. Rosa - St. Stephen - St. Vincent - Sanborn | - Sandstone - Sargeant - Sauk Centre - Scandia - Scanlon - Seaforth - Sebeka - Sedan - Shafer - Shelly - Sherburn - Shevlin - Shorewood - Silver Bay - Silver Lake - Skyline - Slayton - Sleepy Eye - Sobieski - Solway | - South Haven - Spicer - Springfield - Spring Grove - Spring Hill - Spring Lake Park - Spring Park - Spring Valley - Squaw Lake - Stacy - Stanchfield - Staples - Starbuck - Steen - Stephen - Stewart - Stewartville - Stockton - Storden - Strandquist | - Strathcona - Sturgeon Lake - Sunburg - Sunfish Lake - Swanville |

Voltar ao topo

### T
| - Taconite - Tamarack - Taopi - Taunton - Taylors Falls - Tenney - Tenstrike - The Lakes - Thief River Falls - Thomson | - Tintah - Tonka Bay - Tower - Tracy - Trail - Trimont - Trommald - Trosky - Truman - Turtle River - Twin Lakes | - Twin Valley - Two Harbors - Tyler |

Voltar ao topo

### U
| - Ulen - Underwood - Upsala - Urbank - Utica |

Voltar ao topo

### V
| - Vergas - Vermillion - Verndale - Vernon Center - Vesta - Victoria - Viking - Villard - Vineland - Vining - Virginia |

Voltar ao topo

### W
| - Wabasha - Wabasso - Wadena - Wahkon - Waite Park - Waldorf - Walker - Walnut Grove - Walters - Waltham - Wanamingo - Wanda - Warba - Warren - Warroad | - Warsaw - Waseca - Watertown - Waterville - Watkins - Watson - Waubun - Waverly - Wayzata - Welcome - Wells - Wendell - Westbrook | - West Concord - Westport - West Union - Whalan - Wheaton - White Earth - Wilder - Willernie - Williams - Willow River - Wilmont - Wilton | - Windom - Winger - Winnebago - Winsted - Winthrop - Winton - Wolf Lake - Wolverton - Wood Lake - Woodland - Woodstock - Wrenshall - Wright - Wykoff - Wyoming |

Voltar ao topo

### Z
| - Zemple - Zimmerman - Zumbro Falls - Zumbrota |

Voltar ao topo